# Науса (дим)
На́уса (греч. Δήμος Ναούσης, Δήμος Νάουσας, Δήμος Ηρωικής Πόλης Νάουσας) — община (дим) в Греции. Входит в периферийную единицу Иматия в периферии Центральная Македония. Население 32 494 жителя по переписи 2011 года. Площадь 425,491 квадратного километра. Плотность 76,37 человека на квадратный километр. Административный центр — Науса. Димархом на местных выборах 2019 года избран Николаос Караниколас (Νικόλαος Καρανικόλας).

Карта общины:
— Науса
— слева направо: Антемия, Иринуполи

Община создана в 1918 году (ΦΕΚ 98Α). В 2010 году (ΦΕΚ 87Α) по программе «Калликратис» к общине присоединены упразднённые общины Антемия и Иринуполи.